# Robin Reid
Robin Reid, född den 19 februari 1971 i Sefton, England, är en brittisk boxare som tog OS-brons i lätt mellanviktsboxning 1992 i Barcelona. Reid är även skådespelare i porrfilmsindustrin.